# Lacul Ludaš
Ludaš sau Ludoš (în sârbă Ludaško, cu alfabetul latin: Ludoško jezero, în maghiară Ludas sau Ludasi-tó) este un lac situat în partea de nord a Serbiei, în provincia autonomă Voivodina, nu departe de Subotica. Este o arie protejată și din 1977 inclusă în lista zonelor umede de interes internațional. Numele lacului provine de la cuvântul din limba maghiară „ludas” tradus în românește „cu gâște”.

## Geografie
Lacul este situat la 12 km SE de Subotica, 10 km de șoseaua E75, lângă satele Šupljak și Hajdukovo. Lung de 4,5 km, lacul cu orientare nord-sud este situat pe terenul nisipos dintre Dunăre și Tisa, la limita cu podișul loessoid Bačka. Partea sa nordică este mlăștinoasă, pe când în sud bazinul este sculptat în loess, cu maluri înalte de 3–4 m. Adâncimea medie este de 1 m, iar în punctul său cel mai profund lacul Ludaš atinge 2, 25 m. Îngheață timp de 3 luni pe an, pe când vara temperatura apei poate ajunge la 30 grade Celsius.
Cuveta este de origine eoliană și s-a format aproximativ acum 1 milion de ani, când vânturile au spulberat nisipul dunelor pe argila podișului. Înaintea introducerii sistemului de regularizare a debitelor, în zonă exista doar o mlaștină alimentată din precipitații și câteva pârâiașe, în timp ce un braț al râului Kereš transporta excesul de apă către Tisa. În zilele noastre primește ape prin intermediul canalelor Palić-Ludaš și Bega.

## Biodiversitate
În zona lacului se pot întâlni 214 specii de păsări dintre care 140 sunt rare. Majoritatea speciilor sunt migratoare. Caracteristică arealului este Panurus biarmicus, din familia Passeriformes. Fauna de uscat cuprinde 20 de reprezentanți printre care și Lutra lutra (vidra europeană), specie amenințată.